# أليسون وول
أليسون وول (بالإنجليزية: Alison Wall)‏ هي ممثلة نيوزيلندية، ولدت في 1966 في أوكلاند في نيوزيلندا.

## وصلات خارجية
- أليسون وول على موقع IMDb (الإنجليزية)
- أليسون وول على موقع قاعدة بيانات الفيلم (الإنجليزية)